# Opočno (Trusnov)

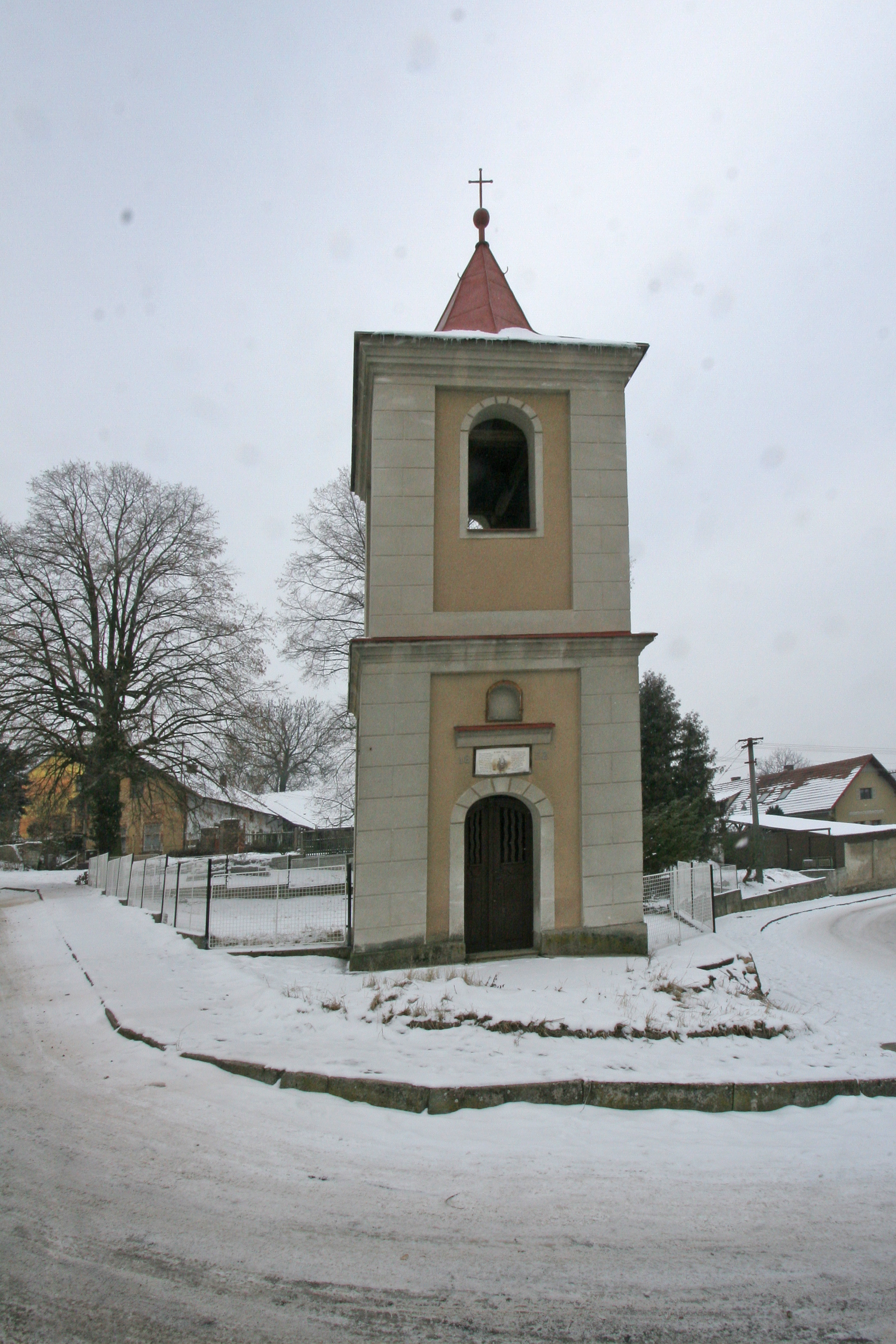
Glockenturm

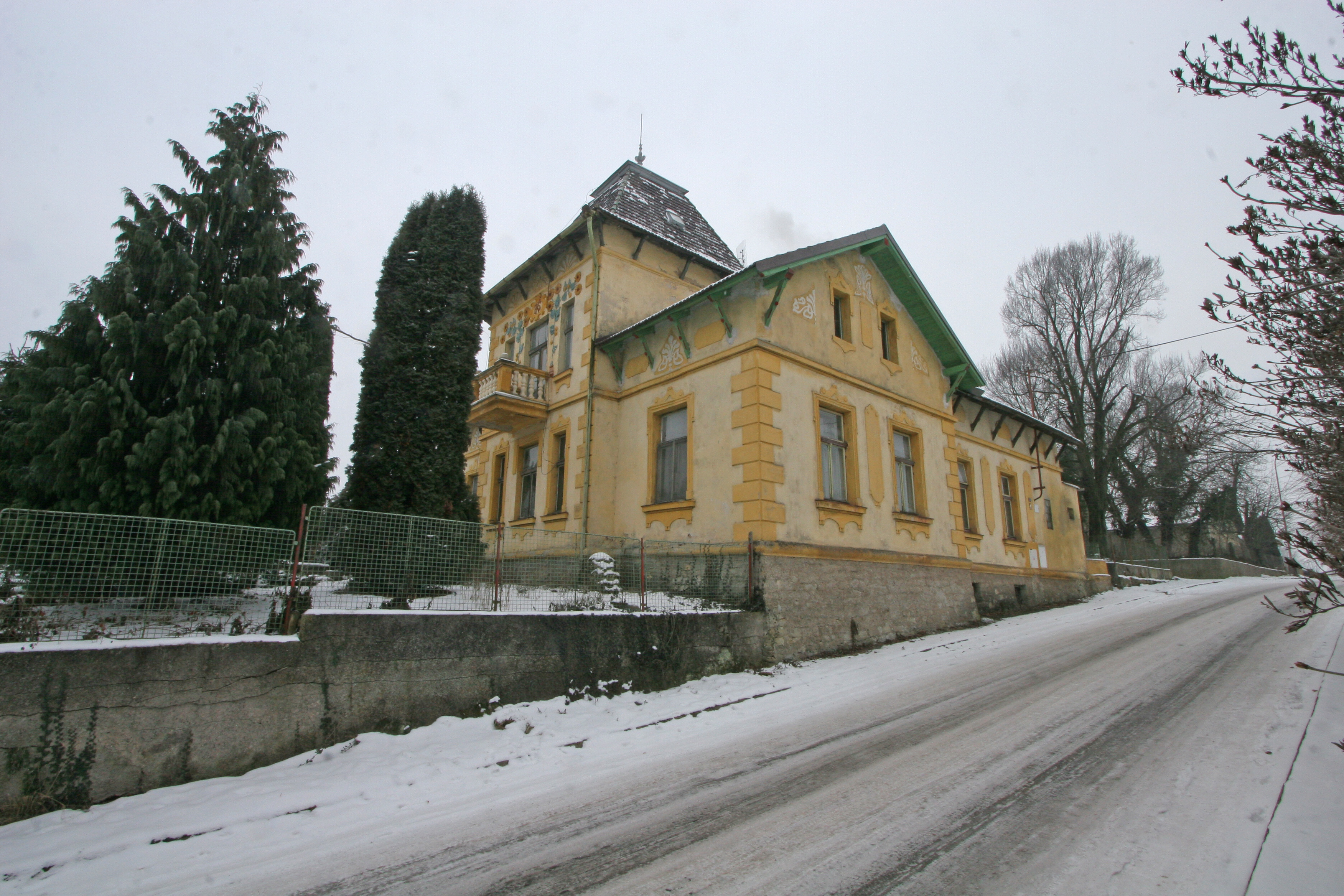
Haus Nr. 1

Opočno (deutsch Opotschno) ist ein Ortsteil der Gemeinde Trusnov in Tschechien. Er liegt neun Kilometer nordwestlich von Vysoké Mýto und gehört zum Okres Pardubice.

## Geographie
Opočno befindet sich unterhalb der Einmündung des Baches Svařeňka am linken Ufer der Loučná auf der Choceňská tabule (Chotzener Tafel). Am nördlichen Ortsrand verläuft die Bahnstrecke Česká Třebová–Praha. Nördlich des Dorfes erhebt sich der Borek (258 m n.m.).
Nachbarorte sind Trusnov im Norden, Franclina, Žíka und Sedlíšťka im Nordosten, Radhošť, Malejov und Nová Ves im Osten, Stradouň und Vinary im Südosten, Mravín und Mentour im Süden, Ostrov und Městec im Südwesten, Turov im Westen sowie Uhersko und Najlust im Nordwesten.

## Geschichte
Die erste schriftliche Erwähnung des Dorfes erfolgte 1308, als auf den Feldern zwischen Opočno und Turov ein deutsches Heer der Königsstädte Chrudim, Polička und Hohenmauth durch ein böhmisches Ritterheer unter Ctibor von Zámrsk und Uhersko sowie Jaroslav von Borohrádek vernichtend geschlagen wurde. Das Dorf gehörte anfänglich zur Feste Uhersko und gelangte nach deren Zerstörung zum Ende des 15. Jahrhunderts zur Herrschaft Chroustovice. 
Im Jahre 1835 bestand das im Chrudimer Kreis gelegene Dorf Opotschno, auch Opotschna, Opočno bzw. Opočna genannt, aus 37 Häusern, in denen 214 Personen, darunter acht protestantische Familien, lebten. Pfarrort war Uhersko. Bis zur Mitte des 19. Jahrhunderts blieb das Dorf der Allodialherrschaft Chraustowitz untertänig.
Nach der Aufhebung der Patrimonialherrschaften bildete Opočno ab 1849 eine Gemeinde im Gerichtsbezirk Hohenmauth. Ab 1868 gehörte das Dorf zum politischen Bezirk Hohenmauth. 1869 hatte Opočno 229 Einwohner und bestand aus 40 Häusern. Im Jahre 1900 lebten in dem Dorf 243 Menschen, 1930 waren es 207. Seit 1960 gehört die Gemeinde zum Okres Pardubice. 1961 erfolgte die Eingemeindung nach Trusnov. Beim Zensus von 2001 lebten in den 43 Häusern von Opočno 52 Personen. 

## Gemeindegliederung
Der Ortsteil Opočno bildet den Katastralbezirk Opočno nad Loučnou.

## Sehenswürdigkeiten
- Glockenturm am Dorfplatz
- Naturdenkmal Stráň u Trusnova am Nordosthang des Borek